# Hans Seiffert (Lehrer)
Hans Seiffert (* 17. Januar 1898 in Magdeburg; † 24. Juli 1964 in Leipzig) war ein deutscher Lehrer, vor allem aber Übersetzer literarischer Werke und Autor.

## Leben und Werk
Hans (Heinrich Adolf Hans) Seiffert kam aus einer evangelisch-lutherischen Familie. Er absolvierte nach dem Abitur ab 1919 eine Ausbildung zum Lehrer. 1923 heiratete er die Leipziger Jüdin Alice Cohn. Er arbeitete bis 1924 als Lehrer, widmete sich dann Literatur-, Kunst- und Fremdsprachenstudien und begann, literarisch zu publizieren, vor allem politische Dichtung und Satire. Von 1927 bis 1932 war er regelmäßiger freier Mitarbeiter des Simplicissimus und der Zeitschrift Jugend und wohl auch der Weltbühne. Außerdem schrieb er Geschichten, Gedichte und Hörspiele für weitere Zeitungen und für den Rundfunk. Mit seiner Frau unternahm er Reisen in Europa, die auch der Materialsammlung dienten
Nach der Machtergreifung wurde Seiffert 1938, wohl wegen seiner Ehe mit einer Jüdin, aus der Reichsschrifttumskammer ausgeschlossen und damit mit Berufsverbot belegt. Der Umstand, dass Seiffert sich nicht von seiner Frau scheiden ließ, dürfte ihr das Leben gerettet haben. 1943 wurde die Wohnung in der Humboldtstraße 20 durch Bomben zerstört, und Seiffert zog mit seiner Frau in die Wettiner Straße 3. 1944 wurde er als Hilfsarbeiter bei der Organisation Todt nach Osterode verpflichtet. Alice Seiffert wurde noch im Februar 1945 in das KZ Theresienstadt verschleppt, aus dem sie im Juli 1945 zu ihrem Mann zurückkam.
Seiffert war von 1946 bis zur Einstellung des Blatts 1948 als Angestellter u. a. Archivleiter und Lokalredakteur der Leipziger Zeitung. Er verfasste auch Beiträge für den Mitteldeutschen Rundfunk, u. a. für dessen Frauenfunk.
1947 gehörte er zu den Gründern des aus dem Literarischen Quartett entstandenen Leipziger musikalisch-literarischen Kabaretts Die Rampe, für das er unter dem Pseudonym Alba Tross auch Stücke schrieb.
Mit seiner Frau arbeitete Seiffert dann in Leipzig freiberuflich als Übersetzer vor allem von Werken der Weltliteratur, insbesondere aus dem Französischen, aber auch aus dem Englischen. Das erste von ihnen übersetzte Buch war Alphonse Daudets Tartarin von Tarascon, das 1950 im Verlag Philipp Reclam jun. Leipzig mit Illustrationen von Hans Engels erschien. Für Figaros Hochzeit von Beaumarchais (1953 bei Reclam) wurden sie 1956 in einem Übersetzerwettbewerb mit dem ersten Preis des Ministeriums für Kultur geehrt. Außerdem schrieb Seiffert Beiträge für Zeitschriften und Tageszeitungen.
Seiffert war ab 1945 Mitglied der SPD und dann bis Anfang der 1950er Jahre der SED. 1951 erhielt er die Anerkennung als Verfolgter des Naziregimes. Er gehörte der Sektion Übersetzer des Deutschen Schriftstellerverband an.
Seiffert und seine Frau wurden auf dem evangelisch-lutherischen Friedhof Leipzig-Lindenau in der VII. Abteilung beigesetzt.
Der Nachlass des Ehepaars befindet sich im Staatsarchiv Leipzig.